# Mikel Herzog
Mikel Herzog, all'anagrafe Miguel Herzog Herzog (Bergara, 16 aprile 1960), è un cantante spagnolo di origine basca.
Ha rappresentato la Spagna all'Eurovision Song Contest 1998 con il brano ¿Qué voy a hacer sin ti?.

## Biografia
Mikel Herzog ha iniziato la sua carriera musicale negli anni '80 all'interno di gruppi come gli Ébano, i Cadillac (per cui è stato batterista) e i La Década Prodigiosa. Ha inoltre scritto brani per altri artisti. Ha avviato la sua carriera da solista nel 1992 con l'album di debutto Bienvenidos al paraíso.
Nel 1998 l'emittente televisiva pubblica spagnola TVE l'ha selezionato per rappresentare il suo paese all'Eurovision Song Contest 1998 con il suo nuovo singolo ¿Qué voy a hacer sin ti?. Al contest, che si è tenuto il 9 maggio a Birmingham, si è classificato al 16º posto su 25 partecipanti con 21 punti totalizzati.
Nel 2001 ha lavorato al talent show canoro Operación Triunfo, la versione spagnola di Star Academy, come responsabile per i concorrenti eliminati, alcuni dei quali sarebbero stati scelti come coristi del vincitore. Nel 2007 è stato presentatore e giurato a Misión Eurovisión, la selezione spagnola per l'Eurovision.

## Discografia

### Album
- 1992 - Bienvenidos al paraíso
- 1994 - Un regalo de amor
- 1996 - La magia del amor
- 1998 - ¿Qué voy a hacer sin ti?
- 1999 - En tu mano está
- 2006 - Cómo pasa el tiempo

### Singoli
- 1992 - Canibal
- 1993 - Ciento por ciento
- 1993 - Bienvenidos al paraíso
- 1993 - Desconexión
- 1994 - Buscándote en el cielo
- 1994 - Un regalo de amor
- 1995 - Hasta el final del mundo (con Mónica Naranjo)
- 1998 - Loco de amor
- 1998 - ¿Qué voy a hacer sin ti?
- 1999 - Por qué razón
- 2000 - Yo te amo